# Manometria esofágica
Uma manometria esofágica é um exame médico para avaliar o movimento, a capacidade e força da contração muscular dos esfíncteres e do corpo do esófago. É geralmente realizado para identificar a causa de pirose (azia), de dificuldades de deglutição ou de dor torácica. É introduzida pelas narinas uma sonda fina com sensores ligados a um equipamento de registo de pressões.